# Kritskinn
Kritskinn (Hyphodontia juniperi) är en svampart som först beskrevs av Bourdot & Galzin, och fick sitt nu gällande namn av J. Erikss. & Hjortstam 1976. Hyphodontia juniperi ingår i släktet Hyphodontia och familjen Schizoporaceae.   Inga underarter finns listade i Catalogue of Life.
I den svenska databasen Dyntaxa används istället namnet Xylodon juniperus för samma taxon.  Arten är reproducerande i Sverige.